# 奥什广播电视公司
奥什广播电视公司是吉尔吉斯斯坦的一家国营电视台，由奥什企业家哈利安·库代别尔季耶夫创立。该电视台于1991年5月5日开播，曾是吉国第一家私营电视台。

## 历史
最初，该频道在每日技术休息时间（上午9点至下午6点）租用广播时间使用吉尔吉斯斯坦第一国家频道的频率播放其节目。苏联解体，吉尔吉斯斯坦于1992年通过了《大众传媒法》以后，奥什电视台于1993年4月7日在该国司法部注册为大众传媒公司，注册号为#055。1995年1月，奥什电视台开始在其自有的5m VHF频道上播出，每天广播时间达到20小时。1995年1月至2004年3月Osh TV在5m VHF频道播出，后来改为23UHF频道。使用吉尔吉斯语、乌兹别克语和俄语制作节目。1998年8月22日，随着立法的变化，该频道改组为OshTV电视和广播公司。2001年7月25日，在司法部重新注册为大众媒体，编号为#562。从1991年到2010年，OshTV的工作人员从3人增加到50人。OshTV成为吉尔吉斯斯坦南部最受欢迎的电视台。从2004年到2009年，奥什电视台在奥什的其他5家广播公司中被评为“最佳本地电视”。 

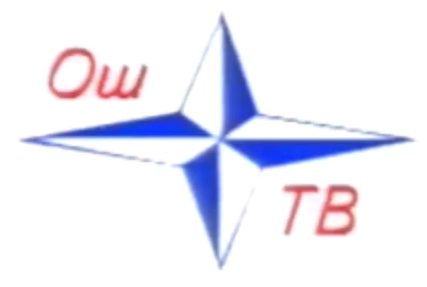
1990年代的OshTV台标

《纽约时报》在2005年3月30日的一期中发表了Craig S. Smith的一篇文章，指出Osh TV在报道吉尔吉斯斯坦民主进程中的作用。

## 诉讼
1991年，当时吉尔吉斯斯坦奥什州国家电视广播委员会拒绝注册该公司。同年3月，法院裁定奥什电视台胜诉，该公司注册成立。1999年3月16日，吉尔吉斯共和国国家通信局下令将奥什电视台的广播频率从5VHF转移到23UHF ，没有任何补偿或警告，这给管理层提供必要设备带来了负担。该公司提起诉讼，导致在比什凯克举行了四次法庭听证会（2000年11月18日、2001年2月1日、2001年6月12日、2001年9月13日）。奥什电视台的要求得到了满足，该公司被允许使用VHF频率一段时间。然而，在2004年3月，该公司被迫停用VHF频率，此后一直在23UHF频率上进行广播。

## 2010年骚乱
该频道的广受欢迎、其独立性和对舆论的影响以及吉尔吉斯斯坦的反乌兹别克情绪是公司、员工和领导层面临压力的主要原因。  在2010年6月吉尔吉斯斯坦南部爆发的骚乱中，OshTV处于争议的中心。  该公司的领导层和记者不得不辞职并躲藏起来，以免遭到当局的报复和民众的迫害。公司的团队发生了变化，只用吉尔吉斯语进行广播。奥什电视台的创始人兼所有者Khaliljan Khudaiberdiev被迫将公司51%的股份转让给他人后来， ，但他最终被判处20年监禁并遭到没收财产。 但他本人及部分记者却宣称，此案是捏造的。  奥什法院于2010年12月8日作出裁决，Khudaiberdiev被排除在Osh TV的创始人名单之外，该公司的全部所有权被授予Kanbolot Koshbaev Orozovich。  2011年4月5日，所有权转让给Abdykaparov A.。 随着奥什地区法院于2014年3月6日和2014年5月12日以及后来于2014年3月31日作出的裁决，7月2日开始，2010年OSHTV案中所有先前的法院裁决无效，公司的全部所有权归还Khudaiberdiev。  2014年6月30日，根据贾拉拉巴德法院的判决，吉尔吉斯斯坦国家财产委员会裁定将奥什电视台国有化。